# Zveza pionirjev Slovenije
Zveza pionirjev Slovenije (ZPS) je bila ustanovljena leta 1947 kot del Zveze pionirjev Jugoslavije (ZPJ), ustanovljene leta 1942 v Bihaću.
Cicibane so med pionirje sprejemali 29. novembra na svečani prireditvi na dan republike. Članstvo je bilo avtomatično, in vezano na dopolnitvijo 7 let starosti oz. s prihodom v šolo. Delovanje Zveze pionirjev Slovenije je v začetku vodil in usmerjal Centralni svet Ljudske mladine Slovenije, od leta 1948 do 1953 pa so to vlogo opravljali Pionirski sveti. Zveza pionirjev se je delila na podmladek (od 7. do 11. leta) in pionirje (od 11. do 14. leta). ZPS je bila ukinjena 24. aprila 1990 in se je preoblikuje v otroški parlament. Sklep o ukinitvi je bil sprejet na konferenci Zveze prijateljev mladine Slovenije.